# Carl Kjellin (kemist)
Carl Oskar Daniel Kjellin, född 19 augusti 1868 i Karlstad, död 22 juli 1941 i Stockholm, var en svensk kemist.
Carl Kjellin var son till redaktören och boktryckaren Carl Gustaf Kjellin och kusin till Daniel Kjellin. Han utexaminerades från Chalmers tekniska läroanstalt 1890, bedrev därefter studier vid Polytechnikum i Zurich, blev filosofie doktor i Basel 1892 och studerade ytterligare i Heidelberg 1893 och vid Stockholms högskola 1894. Han var kemist vid Mölnlycke manufaktur AB 1895–1896 och efter studier i Würzburg kemist vid Hammonia Stearinfabrik i Hamburg 1898–1899. 1900–1904 var han direktör för Helios fabrikker i Skien, och från 1905 var han bosatt i Stockholm, där han innehade eget laboratorium och fram till 1916 främst arbetade som konsulterande kemist. Kjellins främsta forskningsområde var den organiska kemin, särskilt träkemin, och han publicerade en rad tekniska och vetenskapliga undersökningar i bland annat Jernkontorets annaler och Svensk kemisk tidskrift. För avhandlingen Hydroxylaminer (1921) belönades han 1922 av Kemistsamfundet med Norblad-Ekstrandska priset jämte guldmedalj. Han var en central gestalt inom Kemistsamfundet, 1920–1936 redaktör för dess organ Svensk kemisk tidskrift, 1920–1932 sekreterare där och 1920–1940 skattmästare, samt utgav 1933 Kemistsamfundets historia 1883–1933. Bland hans övriga arbeten märks den omfångsrika uppslagsboken Illustrerat varulexikon för handel och industri (1927). Kjellin var mångsidigt intresserad, och under sin tid i Tyskland studerade han bland annat konsthistoria och konstteori, och i Föreningen Handarbetets vänner undervisade han 1911–1915 i färglära.